# Goffers
Goffers (Geomyidae) (ook wel wangzakratten of zakratten genoemd) zijn een ondergronds levende familie van knaagdieren die voorkomt in Amerika, van Colombia in het zuiden tot Canada in het noorden. Ze zijn verwant aan de wangzakmuizen (Heteromyidae), die soms tot dezelfde familie worden gerekend en waarmee ze de superfamilie Geomyoidea vormen.

## Indeling
De familie omvat de volgende geslachten:
- Diplolophus†
- Lignimus†
- Schizodontomys†
- Onderfamilie Entoptychinae†
  - Tribus Pleurolicini†
    - Pleurolicus†
    - Tenudomys†
    - Ziamys†

  - Tribus Entoptychini†
    - Entoptichus†
    - Gregorymys†
- Onderfamilie Geomyinae
  - Tribus Dikkomyini†
    - Dikkomys†
    - Parapliosaccomys†
    - Pliosaccomys†

  - Tribus Progeomyini†
    - Progeomys†

  - Tribus Geomyini
    - Cratogeomys
    - Geomys
    - Heterogeomys
    - Orthogeomys
    - Pappogeomys
    - Pliogeomys†
    - Zygogeomys

  - Tribus Thomomyini
    - Megascapheus
    - Thomomys (Berggoffers)